# KNN 뉴스 (1800)
《KNN 뉴스 (1800)》는 KNN 러브FM에서 매일 저녁 6시에 방송되었던 KNN 러브FM의 저녁뉴스 프로그램이다.

## 앵커
- 평일 : 박경익 아나운서 / 임혜림 아나운서.
- 주말 : 뉴스아이 당직 아나운서 중 무작위.